# Ikkala
Ikkala är en tätort (finska: taajama) i Lojo stad (kommun) i landskapet Nyland i Finland. Fram till 1980 låg Ikkala i Pusula kommun och 1981–2012 i Nummi-Pusula kommun. Vid tätortsavgränsningen den 31 december 2021 hade Ikkala 270 invånare och omfattade en landareal av 2,23 kvadratkilometer.